# Hassachai Sankla
Hassachai Sankla (thailändisch หัสชัย แสนกล้า, * 28. November 1991 in Buriram) ist ein thailändischer Fußballspieler.

## Karriere
Hassachai Sankla erlernte das Fußballspielen in der Jugendmannschaft des Erstligisten Chonburi FC in Chonburi und stand dort bis 2012 im Tor. 2013 wechselte er zum nahegelegenen Zweitligisten Sriracha FC nach Si Racha. Nach einer Saison ging er weiter ins ca. 30 Kilometer entfernte Pattaya, wo er sich dem Erstligaabsteiger Pattaya United anschloss. Zum Ligakonkurrenten Ayutthaya FC nach Ayutthaya wechselte er 2015. Am Ende der Saison musste er mit Ayutthaya den Weg in die dritte Liga antreten. Nach dem Abstieg verließ er den Club und schloss sich dem Zweitligisten Nakhon Pathom United FC aus Nakhon Pathom an. Zum Ligakonkurrenten PT Prachuap FC wechselte er 2017. Mit dem Club aus Prachuap wurde er Ende 2017 Tabellendritter. Der dritte Tabellenplatz berechtigte zum Aufstieg in die erste Liga. Sein einziger Erstligaeinsatz von Hatsachai Sankla war am 2. März 2018 (4. Spieltag) im Auswärtsspiel gegen Buriram United. Hier stand er in der Startelf und stand die kompletten 90 Minuten im Tor. 2019 gewann er mit dem Club den Thai League Cup. Das Finale gegen Buriram United gewann man im Elfmeterschießen. Nach der Hinserie 2021/22 wechselte er im Dezember 2021 zum Drittligisten Pattaya Dolphins United. Am Ende der Saison 2021/22 feierte er mit den Dolphins zwar die Meisterschaft der Eastern Region, doch In den Aufstiegsspielen zur zweiten Liga konnte man sich nicht durchsetzen. Ein Jahr später wurde man wieder Meister der Region. In den Aufstiegsspielen zur zweiten Liga konnte man sich jedoch wieder nicht durchsetzen. Da dem MH Nakhonsi City FC die Zweitligalizenz verweigert wurde, stieg Pattaya als Gesamtvierter der dritten Liga in die zweite Liga auf. Nach dem Aufstieg wurde sein Vertrag im Sommer 2023 nicht verlängert.

## Erfolge
PT Prachuap FC
- Thailändischer Ligapokalsieger: 2019

Pattaya Dolphins United
- Thai League 3 – East: 2022
- Thai League 3 – East: 2022/23  ▲